# Chó Chinook
Chó Chinook hay Chinook là giống chó kéo xe quý hiếm, có nguồn gốc từ bang New Hampshire vào đầu thế kỷ 20. Chó Chinook là giống chó của nhà nước Hoa Kỳ.

## Mô tả

### Ngoại hình
Giống chó Chinook có thân hình gọn gàng, cân đối và cơ bắp dẻo dai, khung xương chắc khỏe và mạnh mẽ, chúng có khả năng kéo xe trượt tuyết ở vùng Bắc Cực một cách nhẹ nhàng. Kích thước của chúng có chiều cao từ 53–69 cm và cân nặng từ 25–41 kg. Chúng có một bộ ngực sâu và những chiếc chân thẳng chắc chắn, bàn chân của chúng cũng có màng vịt để dễ bơi lội.
Loài chó Chinook có đầu thủ khá vuông vức, không có nếp nhăn ở vùng trán, đôi mắt có kích thước vừa phải, lỗ mũi hơi rộng và hàm răng sắc bén. Đôi tai của chúng thường tự do vểnh lên hoặc rũ xuống và cái đuôi dài thuôn nhọn.
Bộ lông của giống chó Chinook dày mềm mại và ngắn sát với cơ thể, phần lông khá dày và dài hơn ở phần ngực và đuôi. Chúng thường có màu nâu hoặc nâu vàng, đôi khi có những mảng màu đen ở phần cuối của mõm, mũi, quanh mắt và bên trong tai.
Tiêu chuẩn giống được công nhận bởi United Kennel Club (UKC)  là "Màu sắc lý tưởng chạy từ màu mật ong nhạt đến màu vàng đỏ. đôi khi có những mảng màu đen ở phần cuối của mõm, mũi, quanh mắt và bên trong tai. Sợi lông bảo vệ trên đuôi có thể có màu đen. Các dấu vết trên má, mõm, cổ họng, ngực, ống túm, ngón chân và mặt dưới đều được chấp nhận."

### Tập tính
Giống chó Chinook được biết đến với bản tính thân thiện và hòa đồng với mọi người kể các loài động vật khác. Mặc dù thân hình khá to cao nhưng loài chó này thường không hung dữ, thậm chí có thể hơi nhút nhát vì bản chất của chúng chỉ là loài chó kéo xe. Tuy nhiên giống chó này rất thông minh và trung thành, chúng rất chăm chỉ làm việc, lanh lợi và luôn nghe lời chủ nhân.
Chinook là một vật nuôi tuyệt vời cho trẻ em, đặc biệt là khi chúng được lớn lên với trẻ em trong nhà, chúng sẽ rất biết cách để bảo vệ và chăm sóc cho trẻ nhỏ, đặc biệt là nó không bao giờ làm tổn thương đứa bé. Loài vật nuôi này rất tình cảm, vì vậy chúng cần được sống trong môi trường hòa thuận và được huấn luyện nhẹ nhàng. Chúng rất thông minh, chỉ cần lịch sự để chỉ dạy cho chúng thì sẽ học rất nhanh và rất trung thành.

## Sức khỏe
Giống chó Chinook rất khỏe mạnh và thường không gặp nhiều vấn đề về sức khỏe, một số chúng chỉ bị phải chứng bệnh bình thường như chứng loạn sản xương hông, động kinh và dị ứng. Cũng phổ biến là tinh hoàn lac chỗ, xảy ra trong khoảng 10% của tất cả các con chó đực. Giống chó này có tuổi thọ từ 10 - 15 năm.

## Chăm sóc
Giống chó Chinook thuộc dạng vật nuôi rất dễ chăm sóc, chúng sống thích hợp trong mọi điều kiện sống, có thể ở ngoài trời tuy nhiên nên cho chúng sống ở trong nhà. Cần có đủ không gian để Chinook có thể vận động và đi bộ thường xuyên, nên cho giao một số nhiệm vụ để chúng được lao động, vì loài này rất chăm chỉ làm việc nhất là được kéo xe.
Bộ lông của loài Chinook không đòi hỏi phải chăm sóc nhiều, lông chúng rất ít rụng và chỉ đổ lông 2 lần 1 năm. Chỉ cần chải lông chết cho chúng 1 tuần 1 lần là đủ. Chúng cũng chỉ cần vệ sinh khi cần thiết vì đa phần loài chó này có sức đề kháng rất khỏe mạnh.

## Lịch sử

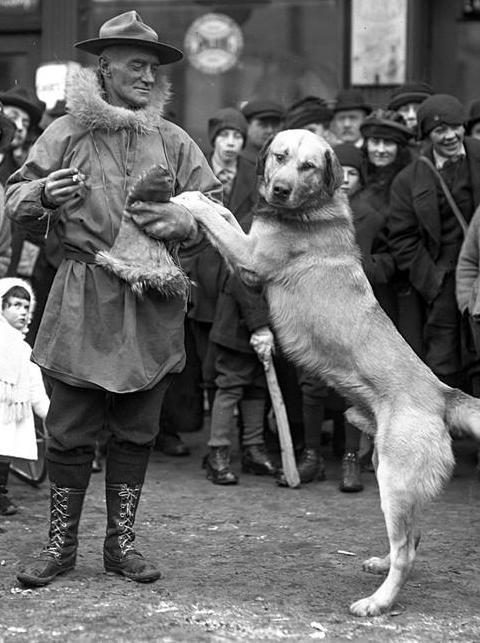
Arthur T. Walden và Chinook, 1922

Sự tồn tại của chó Chinook do Arthur Treadwell Walden ở Wonalancet, New Hampshire. Giống chó Chinook được ra đời vào những năm 1917, được đặt tên là "Chinook", con chó dẫn đầu và nghiên cứu của Walden. "Chinook" có nguồn gốc từ việc lai giống cổ phiếu khàn khàn từ chuyến thám hiểm Peary North Pole với một con đực giống như con gà trống to lớn, Hình ảnh của "Chinook" cho thấy một con chó thả tai với đầu và mõm của Chó ngao Anh. Giống chó này là một sự kết hợp của các dòng chó Chó chăn cừu Bỉ, Chó chăn cừu Đức, Chó Canada Eskimo, St. Bernard, Chó ngao Anh, và Chó Greenland. Arthur Walden là một người lái xe có kinh nghiệm với nhiều năm kinh nghiệm trong Yukon; ông là tài xế và huấn luyện viên chính trong chuyến thám hiểm Nam Cực năm 1929 của Byrd. Ông được cho là đã đưa các môn thể thao chó kéo đến New England và thành lập New England Sled Dog Club vào năm 1924. Chó "Chinook" 12 tuổi của ông đã mất tích trong chuyến thám hiểm đó.
Kiểm soát của các cổ phiếu chăn nuôi cốt lõi thông qua từ Walden đến Julia Lombard và từ cô đến Perry Greene vào cuối những năm 1940. Greene đã nuôi những con chó Chinook ở Waldoboro, Maine, trong nhiều năm cho đến khi ông qua đời vào năm 1963. Được tổ chức hiếm hoi và chặt chẽ bởi Greene người từng là nhà lai tạo duy nhất của Chinooks, Tình trạng giảm sút số lượng của những con chó Chinook ngày càng nhanh chóng sau khi ông qua đời. Đến năm 1981 chỉ có mười một chú chó Chinook còn sống sót. Các nhà lai tạo ở Maine, Ohio và California chia phần còn lại và quản lý để cứu chúng khỏi sự tuyệt chủng.
Chó Chinook đã được đăng kí ở UKC vào năm 1991; ố lượng động vật đã đăng ký hiện tại khoảng 800 con.Chỉ có khoảng 100 con chó được sinh ra hàng năm trên toàn thế giới. Cơ quan đăng ký có một chương trình lai giống mà chó Chinook được lai tạo với các cá thể của các giống khác được cho là đã đóng góp vào sự phát triển của Chinook; thế hệ thứ tư lai ngược hậu duệ của thánh giá như vậy có thể được chấp nhận bởi UKC nếu nó đáp ứng yêu cầu chương trình lai tạo của Chinook Owner Association.
Chinooks gia nhập American Kennel Club (AKC) Foundation Stock Service vào và sau đó được bổ sung vào Miscellaneous Class của AKC vào năm 2010. Cuối cùng, vào tháng 1 năm 2013, chó Chinook trở thành giống chó thứ 176 của AKC và gia nhập nhóm chó lao động. Chó Chinooks vẫn đang làm việc cho sự công nhận từ các câu lạc bộ kennel lớn khác.

### Cuộc sống ngày nay
Mặc dù một số chủ sở hữu vẫn sử dụng phương tiện giải trí cho chó kéo, Chinooks ngày nay dường như được sử dụng rộng rãi làm vật nuôi gia đình. Các cá nhân cũng được nuôi để tìm kiếm và cứu hộ, skijoring, và vâng lời và thử nghiệm nhanh nhẹn chó.